# Posajo Penías
Posajo Penías es un núcleo urbano del municipio de San Felices de Buelna (Cantabria, España). En el año 2023 contaba con una población de 74 habitantes (INE). Se encuentra situada a 86 metros de altitud sobre el nivel del mar y a 2,3 km al sur de la capital municipal, Rivero. 
- Datos: Q6083335